# Z36 (駆逐艦)
Z36はドイツ海軍の駆逐艦。1936B型。

## 艦歴
1941年2月17日発注。1941年9月15日起工。1943年5月15日進水。1944年2月19日就役。第6駆逐群に所属する。
Z36はバルト海で、ソ連軍に対する砲撃や護衛任務などに従事した。
1944年12月11日、エストニア沿岸へ機雷敷設実行のためZ36は駆逐艦Z35、Z43、ゴーテンハーフェンから出撃。ピラウから出撃した水雷艇T23、T28と合流し、機雷敷設場所へ向かった。12月12日、Z36とZ35が自軍の機雷原で触雷し、2隻とも沈没した。